# نهر ريغنيتز
نَهْر رِيغنيِتز (بالأَلمانِيَّة: Regnitz Fluss) هُو مَجرى مائِيّ طبِيعِيّ أَلمانِيّ. يَنشأ نَهر رِيغنيِتز في مدِينة فُورَّت في مُحافظة فرانكُونيَا الوُسطَى أو كما تعرُّف بمِيتلَّ فرَآنكنّ في وِلاَية باڤارِيا في جُمهُوريَّة أَلمَانيَا الاِتّحاديّة؛ جَرَاء التقاء نهرِيّ بِيغنيِتز مع رِيدنيِتز؛ ويُواصِل النّهر جريانهُ لمَسَافَة 59 كم تقريباً، مُشَكِّلاً في مسَارِهِ عددٍ مِن البحرِيّات، والفُرُوع النَهرِيّة الصغِيرة؛ ومُلتقيا فِي طرِيقة بِعددٍ مِن البلدات والمُدُن الباڤارِيَّة قَبل أَن يصبّ في نَهر الماِين في بَلدَة هَاوزِن في مِنطَقَة فُورشهَايمّ.

## صُور

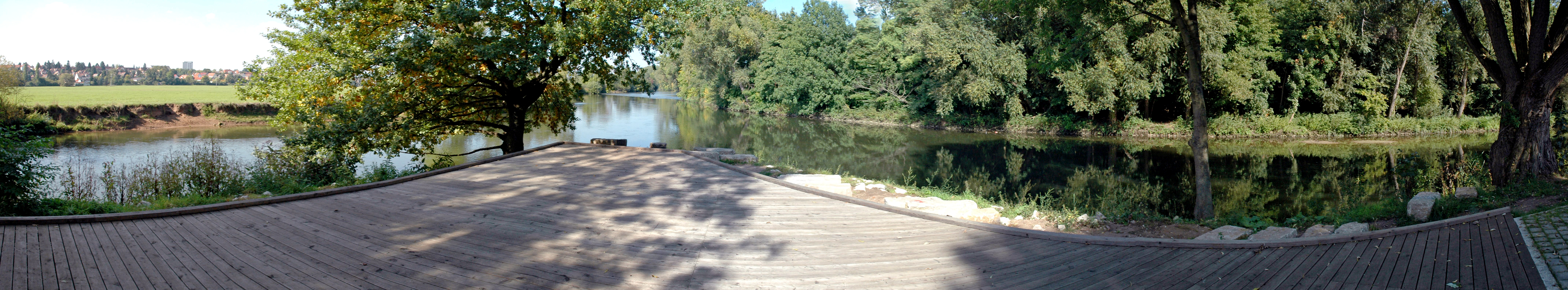
إلتِقاء نهرِيّ بِيغنيِتز مع رِيدنيِتز مُكوَّناً نهر رِيغنيِتز.
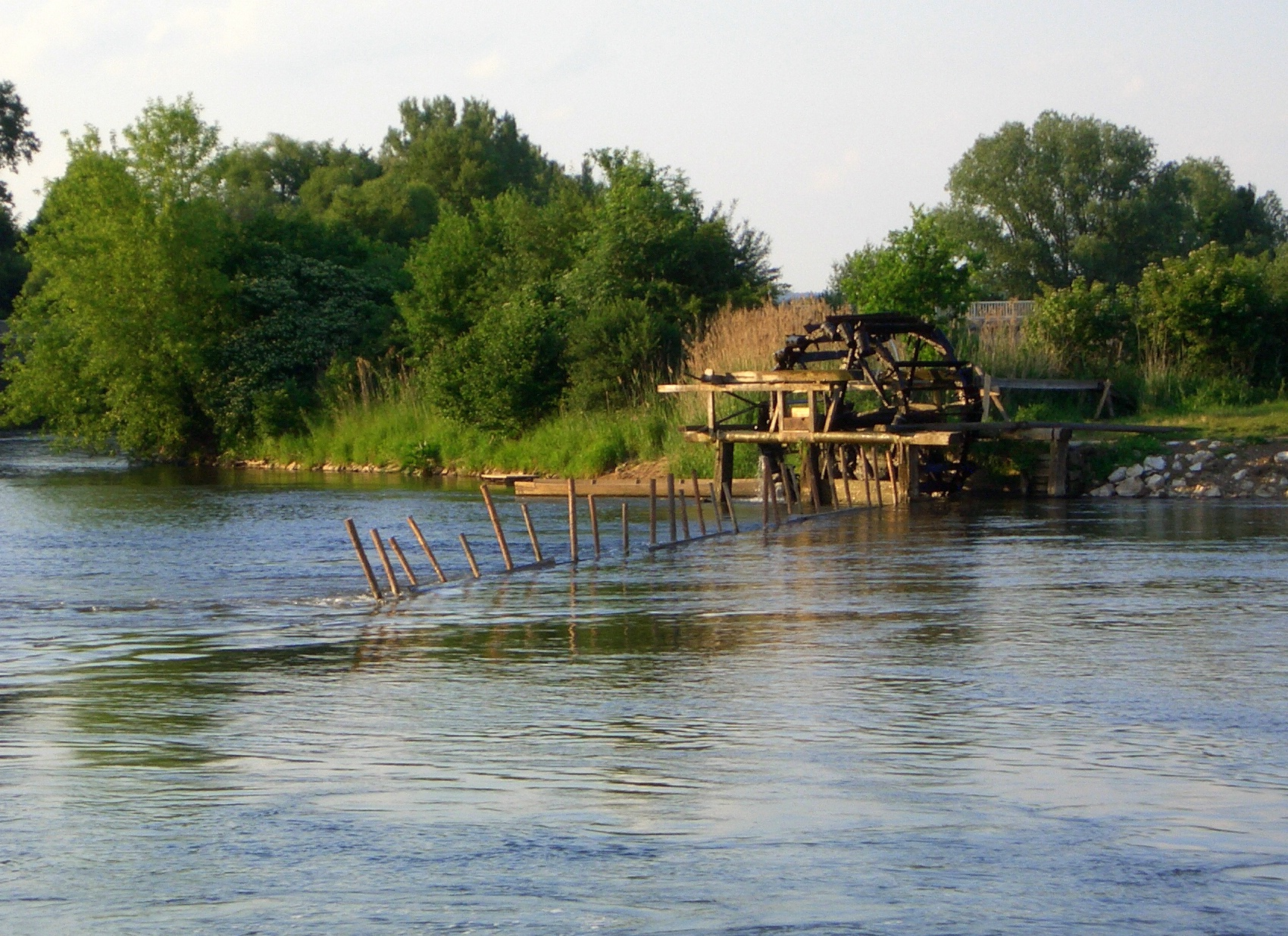
عجلة مائِيَّة لاتزَال تدُور بِهُدُوء على ضِفَّة نهر رِيغنيِتز.
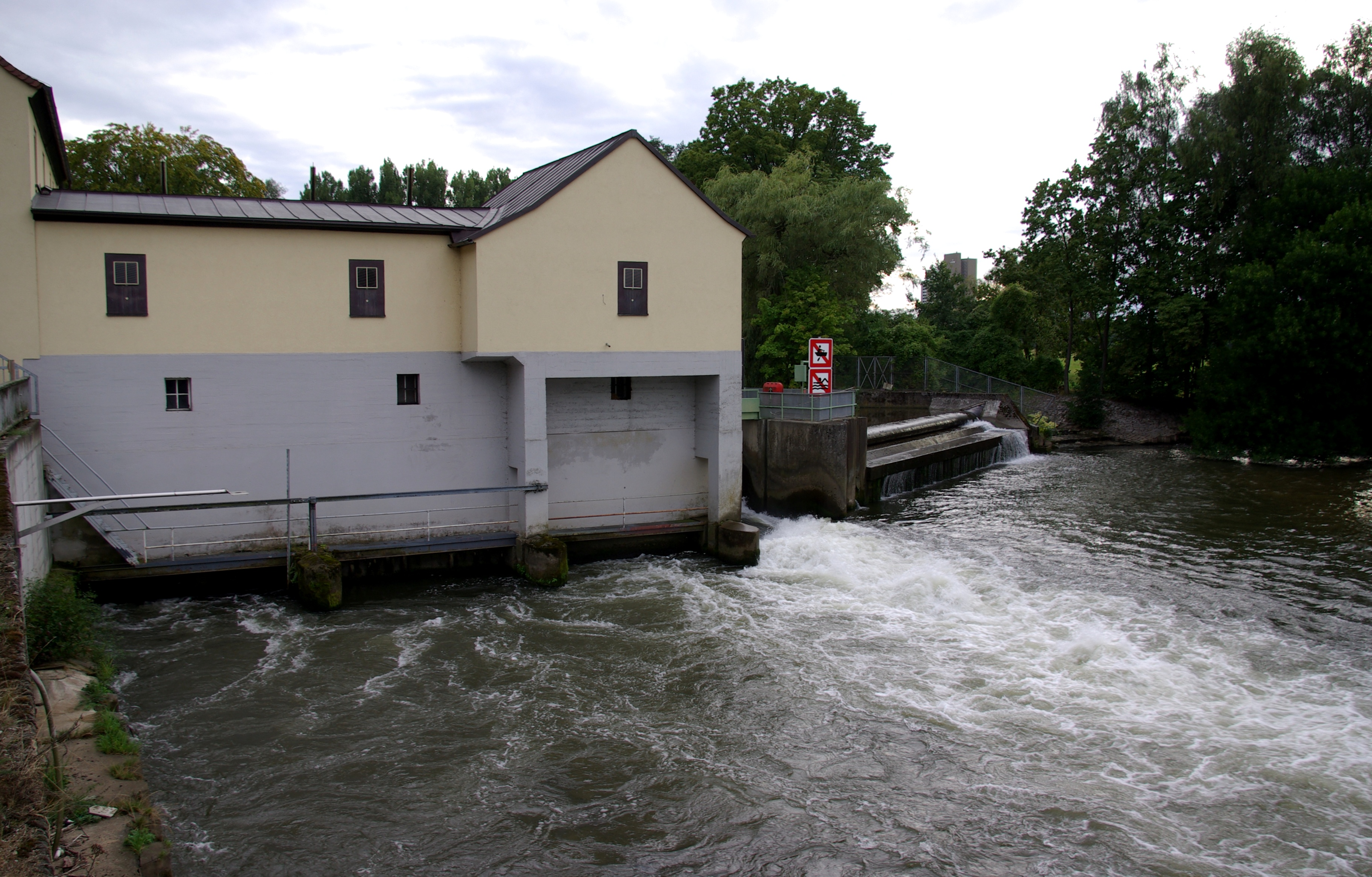
محطَّة لِلطَّاقة الكهرمائِيَّة مِن القرن التَّاسِع عشر.
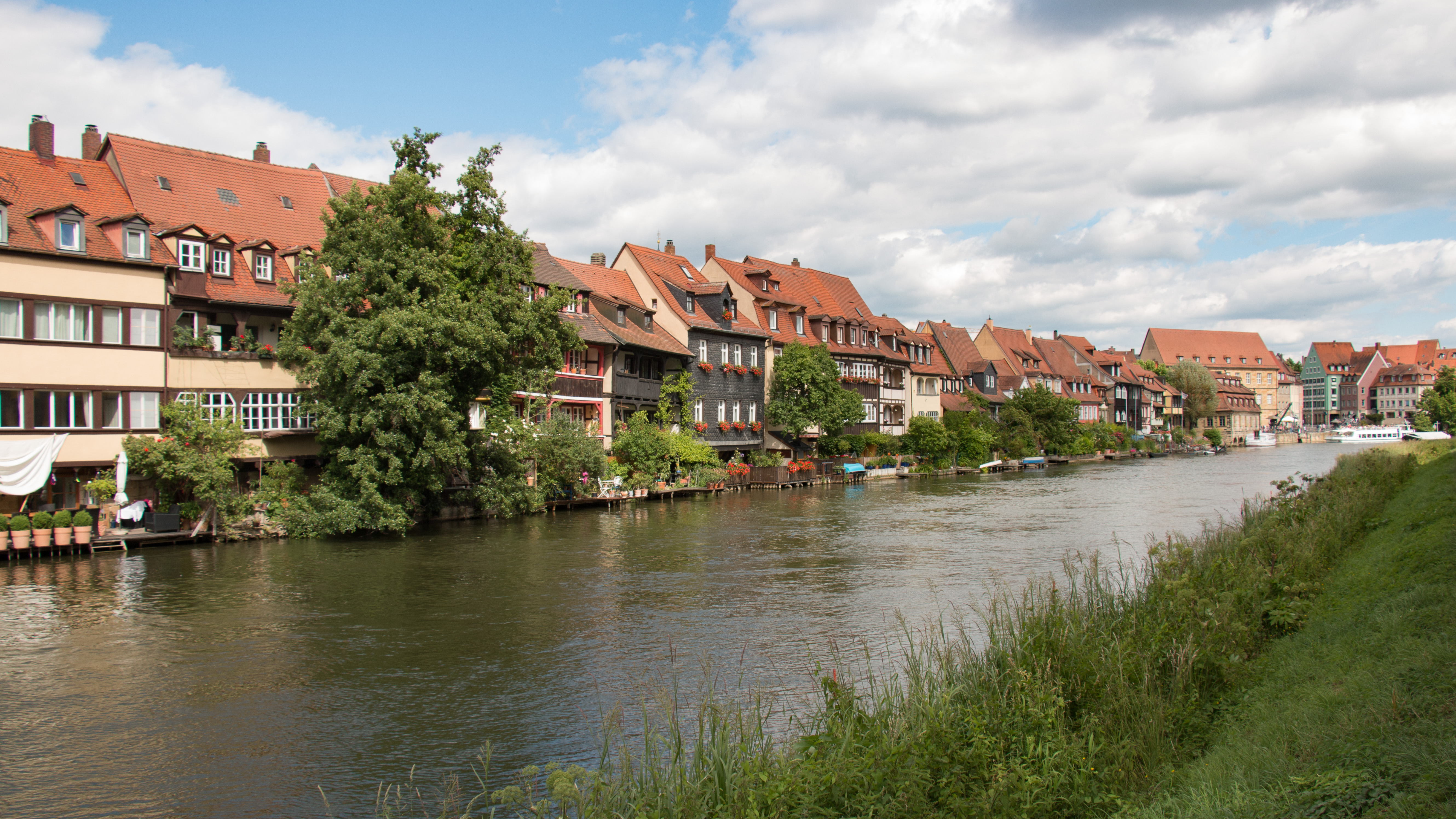
نهر رِيغنيِتز فِي مدِينة بامبِيرغ.
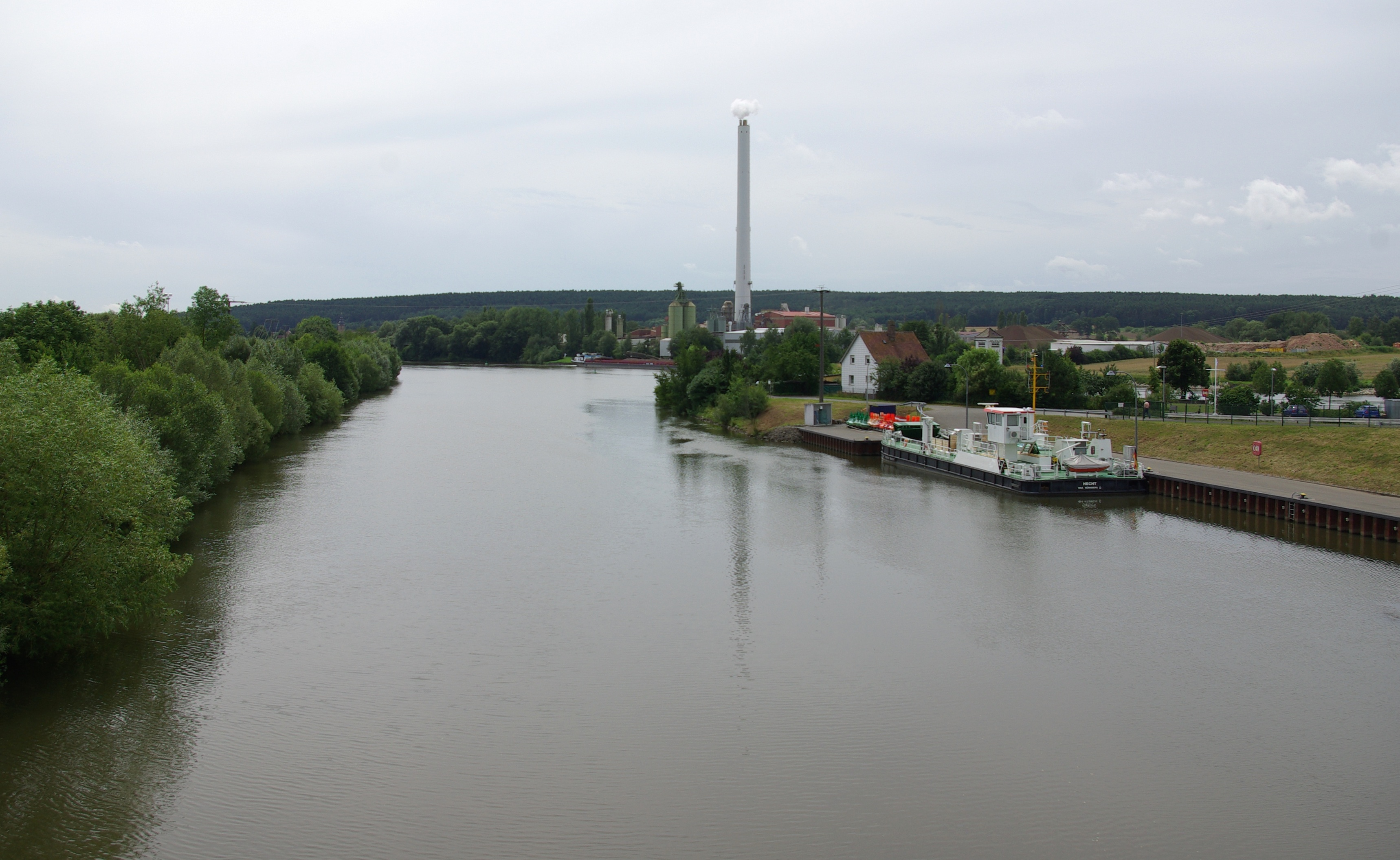
صُورة لِمصبّ رِيغنيِتز في نَهر الماِين.